# Гуттен-Чапский, Франтишек Станислав Костка
Франтишек Станислав Костка Гуттен-Чапский (1725 — 9 апреля 1802, Варшава) — государственный деятель Речи Посполитой, подкоморий хелминский (1752—1762), каштелян хелминский (1762—1766), староста ковалевский (1766), последний воевода хелминский (1766—1772). Кавалер ордена Белого орла (1762).

## Биография
Представитель польского дворянского рода Гуттен-Чапских герба «Лелива». Младший (третий) сын каштеляна гданьского Игнацы Гуттен-Чапского (ок. 1700—1746) и Теофилы Конопацкой (?-1733). Старшие братья — подкоморий поморский и каштелян эльблонгский Юзеф Гуттен-Чапский (1722—1765) и подкоморий хелминский Антоний Михаил Гуттен-Чапский (1725—1792).
В 1752 году Франтишек Станислав Костка Гуттен-Чапский получил звание подкомория хелминского. В 1762 году был назначен каштеляном хелминским и получил орден Белого орла. В 1766 году — воевода хелминский и староста ковалевский. В 1768 году присоединился к Барской конфедерации. В 1788 году был избран послом (депутатом) на Четырёхлетний сейм.
После второй женитьбы на представительнице рода Радзивиллов Франтишек Станислав Гуттен-Чапский получил во владение имения Станьково и Вязань с прилегающими селениями.

## Семья и дети
Был трижды женат. Около 1760 года первым браком женился на Дороте Жозефине Дзялынской (1743—1763), дочери Августина Дзялынского (1715—1759) и Анны Радомицкой (1724—1812). Дети:
- Мария Гуттен-Чапская, жена генерал-майора польской армии Николая Адриана Иоахима Гуттен-Чапского (1753—1833)
- Анна Гуттен-Чапская, жена Юзефа Оскирки

В 1766 году вторично женился на Веронике Иоанне Радзивилл, дочери гетмана великого литовского и воеводы виленского, князя Михаила Казимира Радзивилла (1702—1762) и Анны Луизы Мыцельской (1729—1771). Дети:
- Кароль Юзеф Гуттен-Чапский (1778—1836)
- Станислав Гуттен-Чапский (1779—1844)

19 июля 1767 года в третий раз женился на Софии Мельжинской (1741—1771), дочери старосты ксынского Анджея Мельжинского (1698—1771) и Анны Петронеллы Бнинской (ок. 1720—1771). Дети:
- Игнацы Франтишек Гуттен-Чапский
- Франтишек Гуттен-Чапский